# Dio invia l'arcangelo Gabriele
Dio invia l'arcangelo Gabriele è un affresco con un inserto a tempera su tavola (230x690 cm) di Giotto, databile al 1303-1305 circa e facente parte del ciclo della Cappella degli Scrovegni a Padova. Decora la lunetta sopra l'altare ed è strettamente in relazione con gli episodi sottostanti che compongono l'Annunciazione.

## Descrizione e stile
Dall'alto del suo trono Dio comanda all'arcangelo Gabriele la sua missione da compiere con l'Annunciazione. I gradini del trono, così solenne nella sua centralità, ricordano la volta dei Dottori della Chiesa ad Assisi. Due gruppi vari e movimentati di angeli si trovano a destra e a sinistra e rappresentano le legioni angeliche. Il raro prologo in cielo della frequentemente rappresentata scena dell'annunciazione, mostra la formazione della decisione divina, che più in basso ha la sua attuazione terrena. 
Sebbene in precario stato conservativo la scena spicca per la scioltezza con cui si dispongono i gruppi di angeli, occupando uno spazio astratto come lo sfondo celeste, ma reso reale più che mai dal loro disporsi in profondità. Essi sono liberi di muoversi, parlare tra loro, tenersi per mano, suonare e cantare, anticipando di più di un secolo gli idilliaci paradisi del Beato Angelico. Tra di essi, alle estremità, si vedono due gruppetti di angioletti musicanti. A differenza della maggior parte della altre scene del ciclo, la lunetta e la sottostante Annunciazione sono impostate su uno schema simmetrico, forse per la loro particolare collocazione al centro della cappella, sull'arco trionfale.

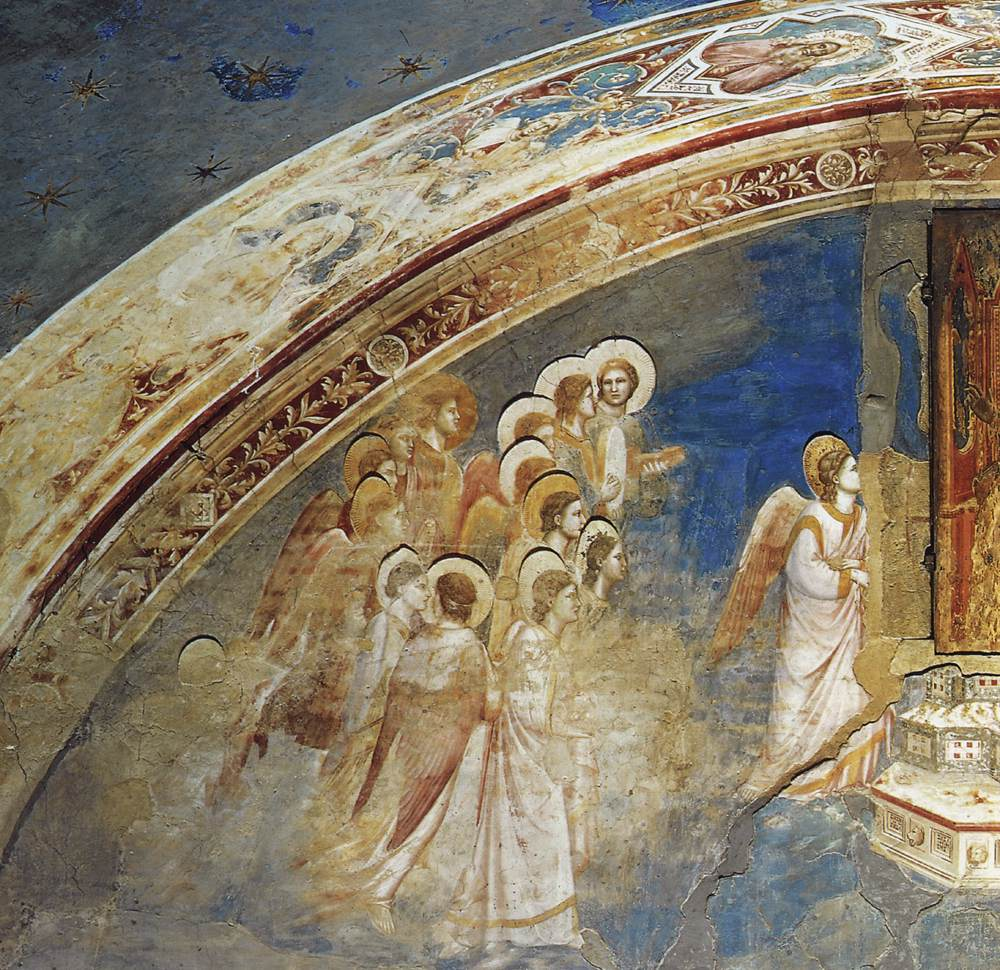
Dettaglio
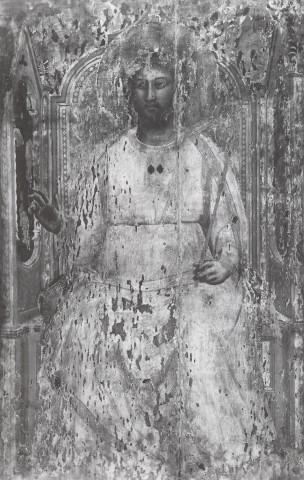
La tavoletta col Redentore
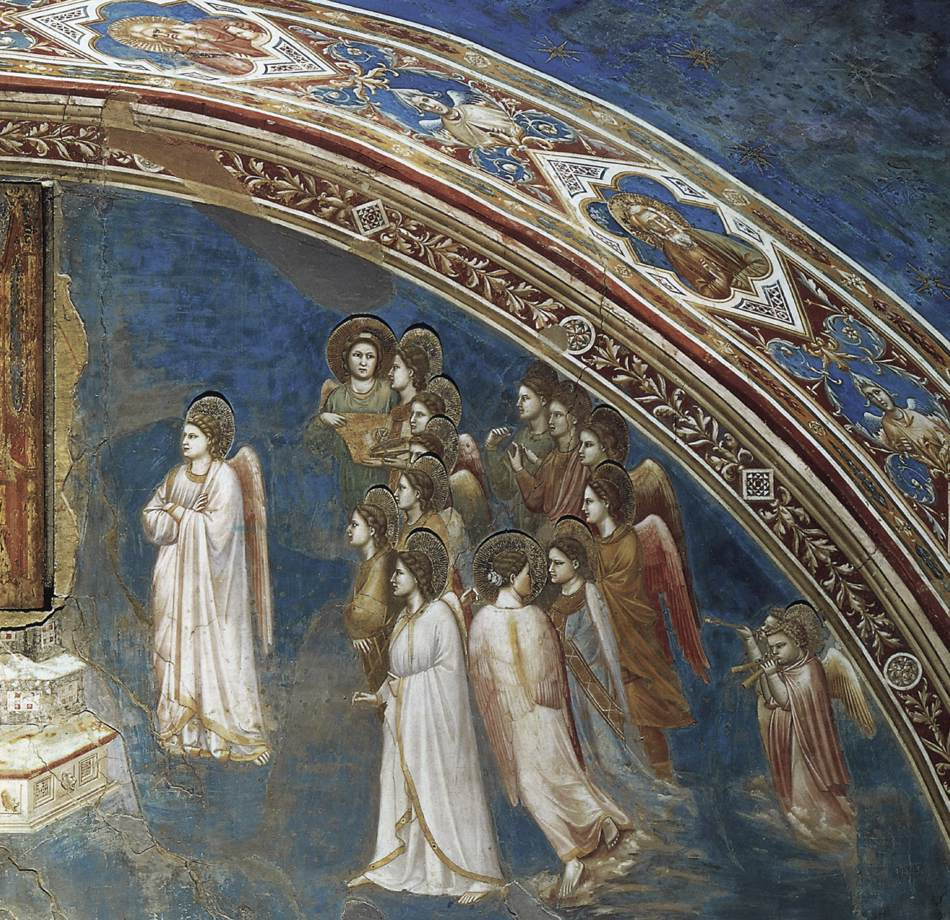
Dettaglio